# Eivør
Pour la chanteuse, dont le prénom sert de pseudonyme après 2007, voir Eivør Pálsdóttir.
Albums de Eivør Pálsdóttir
Krákan
(2003) Trøllabundin
(2005)
Eivør est le troisième album studio de la chanteuse féroïenne Eivør Pálsdóttir. Il est sorti en 2004.
Certaines chansons en duo et l’accompagnement du Canadien Bill Bourne à la guitare acoustique donnent à cet album un côté country très réussi, avec plusieurs chansons d’Eivør en féroïen. L’album a été nommé pour les Icelandic Music Awards 2004 (sans être récompensé).

## Liste des titres
| No  | Titre                 | Durée |
| --- | --------------------- | ----- |
| 1.  | Við gengum tvö        | 4:32  |
| 2.  | Only a friend of mine | 6:21  |
| 3.  | Om jag vågar          | 4:27  |
| 4.  | Sweet Sweet Song      | 3:26  |
| 5.  | Where Are the Angels  | 5:48  |
| 6.  | Mín móðir             | 6:03  |
| 7.  | Ég veit þú kemur      | 4:42  |
| 8.  | If I Needed You       | 3:42  |
| 9.  | Mær leingist          | 3:57  |
| 10. | Må solen alltid skina | 3:46  |
| 11. | Trøllabundin          | 3:21  |